# Targa Florio
La Targa Florio è stata la più antica corsa automobilistica di durata al mondo.
Tra il 1955 ed il 1973 la gara ha fatto parte del Campionato mondiale FIA Sport Prototipi. Successivamente, per motivi di sicurezza – soprattutto a causa dell'elevato pericolo che correvano i piloti partecipanti, che nello sfrecciare sulle ardue strade delle Madonie, dovevano anche preoccuparsi di evitare di investire animali e il pubblico, in particolare i bambini –, nel 1978 è stata tramutata nel rally omonimo.
Nonostante le varie mutazioni che hanno contraddistinto il formato della gara, questa ha sempre mantenuto la sua numerazione, disputando nel 2016 la 100ª edizione del Rally Targa Florio.
Insieme alla Mille Miglia è tra le più note corse stradali italiane e, con la Carrera Panamericana, tra le maggiori competizioni mondiali su strada.

La Targa Florio, dipinto di Margaret Bradley del 1930, riprodotto nel francobollo che ne celebra il centenario

## Storia
(Vincenzo Florio)

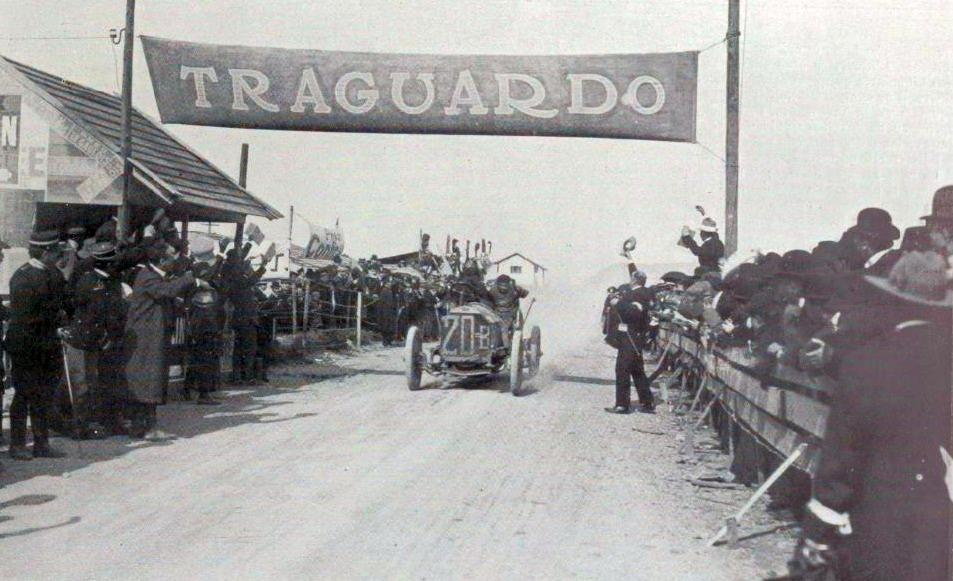
La Fiat 28-40 HP di Felice Nazzaro taglia vittoriosa il traguardo dell'edizione 1907

La Targa Florio è stata voluta, creata, finanziata e organizzata da Vincenzo Florio jr, un imprenditore palermitano di ricca famiglia, assieme ad altri notabili dell'epoca, affascinati dal nuovo mezzo di locomozione. Florio era già noto nell'ambiente per aver partecipato ad alcune competizioni d'inizio Novecento e per aver istituito, nel 1905, la Coppa Florio, una corsa automobilistica in quel di Brescia.
La gara si è disputata 61 volte, praticamente senza soluzione di continuità (se si eccettuano gli anni delle due guerre mondiali), dal 1906 al 1977. Una volta soltanto la gara è stata trasformata da prova velocistica in prova di "regolarità", precisamente nel 1957, quando il recente incidente che segnò la morte della Mille Miglia mise gli organizzatori della Targa di fronte alla scelta di sopprimere la gara oppure trasformarla in una passeggiata o poco più. Gli organizzatori, Vincenzo Florio in testa, optarono per dare comunque continuità alla corsa.

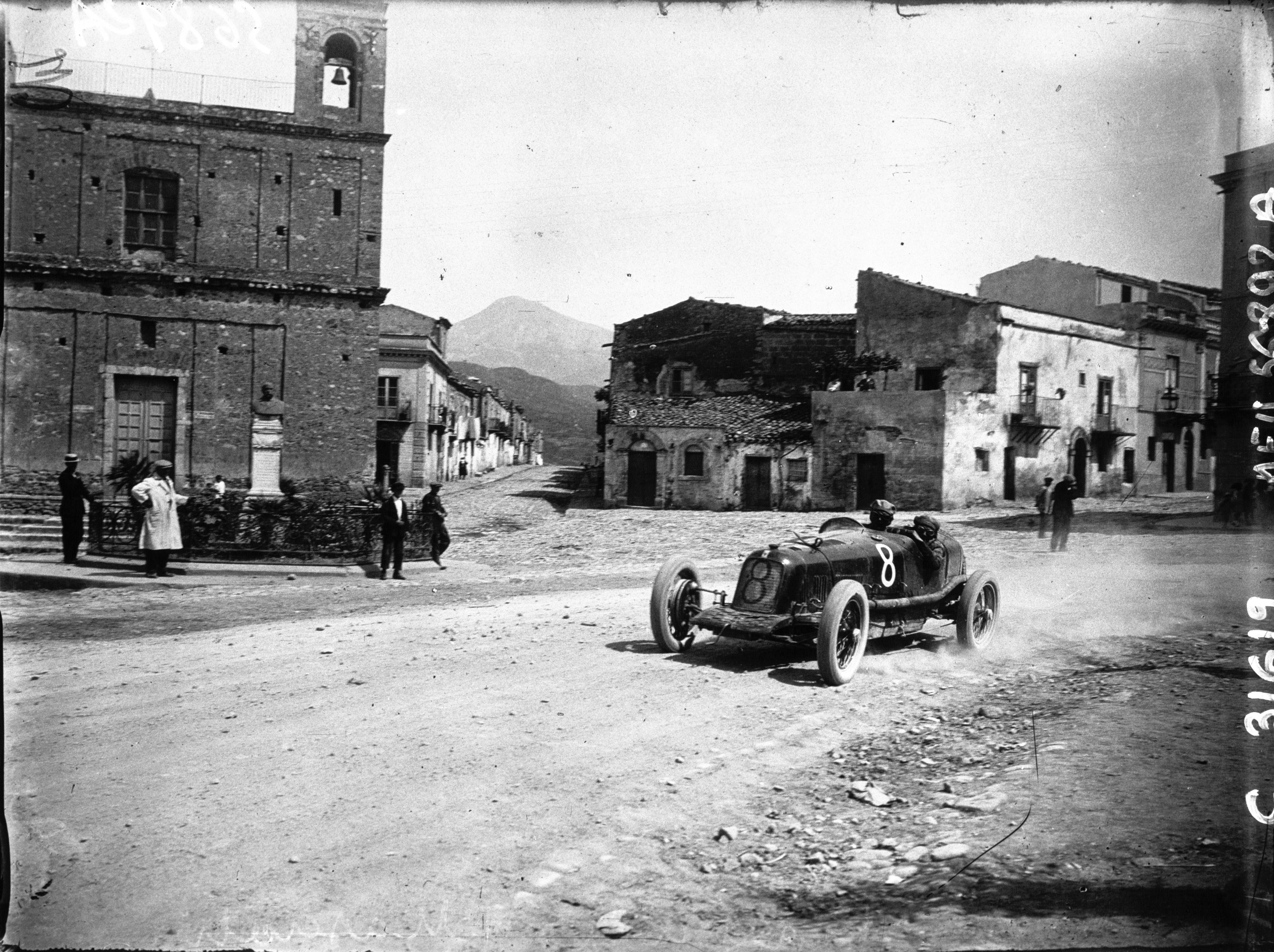
Un passaggio della Maserati 26 MM di Luigi Fagioli nell'edizione 1928

Teatro della corsa sono sempre state le strade siciliane e in particolare quelle strette e tortuose che percorrono la catena montuosa delle Madonie: solo in poche occasioni la corsa è stata abbinata al Giro di Sicilia e si è svolta lungo il periplo dell'isola mentre nel quadriennio 1937-1940 è emigrata al Parco della Favorita a Palermo, mai dunque abbandonando la terra della Trinacria.
La Targa Florio entrò subito nella leggenda per le enormi difficoltà insite nella durezza del tracciato al punto che, specialmente nei primi anni, anche il solo riuscire a completare la corsa significava compiere un'impresa titanica.

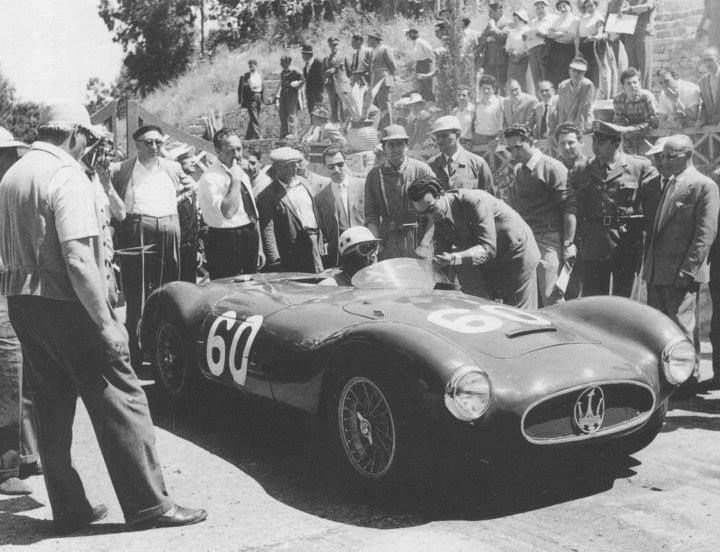
La Maserati A6GCS/53 di Luigi Musso al via della vittoriosa edizione 1953

Naturalmente anche le case costruttrici che sono scese in campo con successo nel corso degli anni hanno sempre messo in risalto le prestazioni ottenute dalle autovetture di propria costruzione, pubblicizzandole senza risparmio.
Anche la Targa Florio ha dovuto però fare i conti con incidenti, morti e feriti tra il pubblico e tra i piloti: si ricorda in particolare la morte del conte Giulio Masetti, avvenuta a seguito di un'uscita di strada della sua Delage nel corso del 1º giro dell'edizione del 25 aprile 1926; per chi crede nella cabala dei numeri, la Targa Florio era giunta all'edizione numero 17 e la vettura del Masetti era contrassegnata dal numero 13. Poco dopo questo grave incidente, tale numero non sarà più assegnato alle vetture in corsa, né in Italia né all'estero (unica eccezione la Lotus di Pastor Maldonado in Formula 1, la vettura numero 13 appunto).
Ma la Targa Florio era comunque una gara abbastanza sicura: Vincenzo Florio soleva ripetere che la sua era "la gara più lenta del mondo" e per questo era anche sicura. Dopo l'incidente di Masetti si arrivò, per contare un altro pilota deceduto in gara, al 1971, quando il triestino Fulvio Tandoi perse la vita a causa di una uscita di strada. La sua Alpine Renault finì la sua corsa contro un albero, urtandolo proprio dal lato del guidatore.

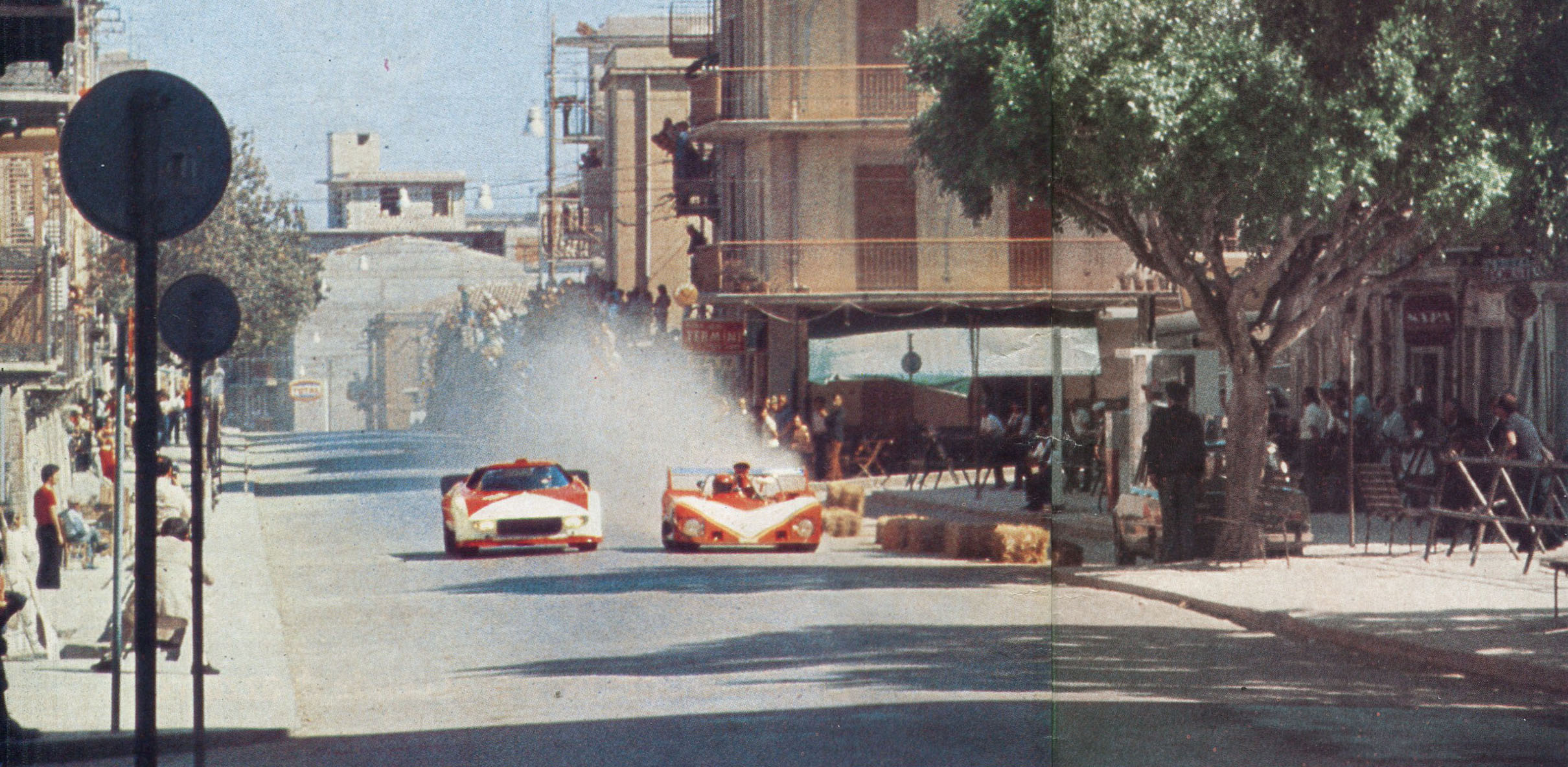
Un sorpasso tra la Lancia Stratos di Gérard Larrousse e la Lola T284 di Pino Pica durante l'edizione 1974

Nel 1955, e negli anni che vanno dal 1958 al 1973, la Targa Florio è stata tra le gare titolate ai fini dei Campionati Internazionali o Mondiali riservati alle vetture Sport o Gran Turismo, assumendo quindi un'importanza davvero rilevante, testimoniata dalla discesa in campo di nomi altisonanti, sia di piloti che di case costruttrici. Dopo l'edizione 1973, contrassegnata da una numerosa serie di incidenti abbastanza gravi che dimostrava come l'ormai anacronistico circuito delle Madonie poco si confacesse a ospitare competizioni per vetture molto potenti, la Targa Florio veniva esclusa dal circuito delle grandi prove internazionali.
La gara ebbe ancora tre edizioni non troppo entusiasmanti poi, nel 1977, analogamente a quanto accaduto per la Mille Miglia vent'anni prima, anche nel caso della prova siciliana la fine venne determinata da un grave incidente coinvolgente gli spettatori: domenica 15 maggio 1977, giorno in cui si correva la sessantunesima edizione, la Osella-BMW pilotata in quel momento da Gabriele Ciuti uscì di strada in un tratto di misto-veloce che seguiva il rettilineo di Buonfornello, travolgendo gli spettatori e provocando due morti e tre feriti gravi (tra cui lo stesso pilota): la gara venne sospesa e la classifica stilata in base ai passaggi al termine del 4º giro (degli 8 previsti in origine).

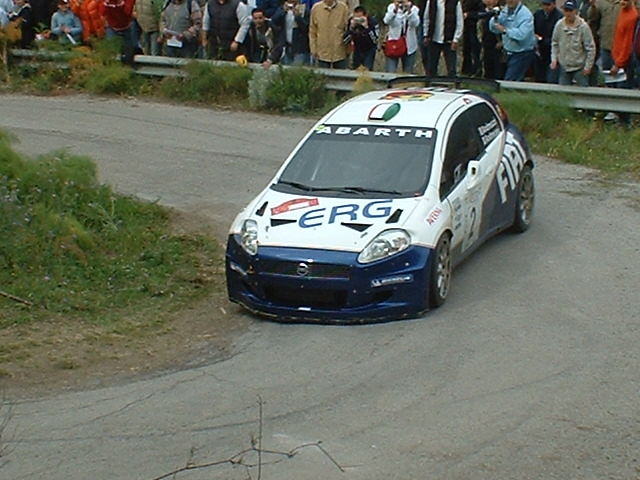
L'equipaggio Andreucci-Andreussi vincitore dell'edizione 2006 del Rally Targa Florio su Fiat Grande Punto S2000

A quel punto, la vera Targa Florio esaurì il suo ciclo: a partire dal 1978 la gara veniva trasformata in un omonimo rally, mantenendo la numerazione; nel maggio 2016 si è corso infatti il 100° Rally Targa Florio.

## Musei
Oggi la Targa viene ricordata nel Museo Targa Florio di Collesano, riconosciuto dall'Automobile Club d'Italia e ubicato nei locali del Municipio. Sono visibili e consultabili cimeli, foto, trofei, parti di vetture storiche, tute di piloti, giornali, libri, classifiche e tanto materiale che fa ripercorrere la mitica targa Florio. A cura di alcuni privati sono stati realizzati altri tre musei a Cerda (Museo Vincenzo Florio di Antonino Catanzaro), a Campofelice di Roccella e a Termini Imerese.

## Albo d'oro
La Targa Florio ha avuto 61 edizioni dal 1906 al 1977. Si svolgeva una volta all'anno, ma dal 1915 al 1918 è stata cancellata a causa della prima guerra mondiale, dal 1941 al 1945 a causa della seconda guerra mondiale, e nel biennio 1946-1947 non è stata disputata.
| Edizione             | Anno | Vincitore                                          | Vincitore        | Vincitore                  | Vincitore   |
| Edizione             | Anno | Pilota                                             | Marca            | Vettura                    | Tempo       |
| -------------------- | ---- | -------------------------------------------------- | ---------------- | -------------------------- | ----------- |
| I Targa Florio       | 1906 | Alessandro Cagno                                   | Itala            | Itala 35/40 HP             | 9h 32' 22"  |
| II Targa Florio      | 1907 | Felice Nazzaro                                     | FIAT             | Fiat 28-40 HP              | 8h 17' 36"  |
| III Targa Florio     | 1908 | Vincenzo Trucco                                    | Isotta Fraschini | Isotta Fraschini 50 HP     | 7h 49' 26"  |
| IV Targa Florio      | 1909 | Francesco Ciuppa                                   | SPA              | SPA 28/40 HP               | 2h 43' 19"  |
| V Targa Florio       | 1910 | Tullio Cariolato                                   | Franco           | Franco 35/50 HP            | 6h 20' 47"  |
| VI Targa Florio      | 1911 | Ernesto Ceirano                                    | SCAT             | SCAT 22-32 HP              | 9h 32' 22"  |
| VII Targa Florio     | 1912 | Cyril Snipe Pedrini                                | SCAT             | SCAT 25-35 HP              | 23h 37' 19" |
| VIII Targa Florio    | 1913 | Felice Nazzaro                                     | Nazzaro          | Nazzaro Tipo 2             | 19h 18' 40" |
| IX Targa Florio      | 1914 | Ernesto Ceirano                                    | SCAT             | SCAT 22-32 HP              | 16h 51' 31" |
| X Targa Florio       | 1919 | André Boillot                                      | Peugeot          | Peugeot L25                | 7h 51' 01"  |
| XI Targa Florio      | 1920 | Guido Meregalli                                    | Nazzaro          | Nazzaro GP                 | 8h 27' 23"  |
| XII Targa Florio     | 1921 | Giulio Masetti                                     | FIAT             | Fiat S57.14B               | 7h 25' 05"  |
| XIII Targa Florio    | 1922 | Giulio Masetti                                     | Mercedes         | Mercedes GP14              | 6h 50' 50"  |
| XIV Targa Florio     | 1923 | Ugo Sivocci                                        | Alfa Romeo       | Alfa Romeo RL              | 7h 18' 00"  |
| XV Targa Florio      | 1924 | Christian Werner                                   | Mercedes         | Mercedes 2000 "Tipo Indy"  | 6h 32' 37"  |
| XVI Targa Florio     | 1925 | Meo Costantini                                     | Bugatti          | Bugatti Type 35            | 7h 32' 27"  |
| XVII Targa Florio    | 1926 | Meo Costantini                                     | Bugatti          | Bugatti Type 35T           | 7h 20' 45"  |
| XVIII Targa Florio   | 1927 | Emilio Materassi                                   | Bugatti          | Bugatti Type 35C           | 7h 35' 55"  |
| XIX Targa Florio     | 1928 | Albert Divo                                        | Bugatti          | Bugatti Type 35B           | 7h 20' 56"  |
| XX Targa Florio      | 1929 | Albert Divo                                        | Bugatti          | Bugatti Type 35C           | 7h 15' 41"  |
| XXI Targa Florio     | 1930 | Achille Varzi                                      | Alfa Romeo       | Alfa Romeo P2              | 6h 55' 17"  |
| XXII Targa Florio    | 1931 | Tazio Nuvolari                                     | Alfa Romeo       | Alfa Romeo 8C 2300         | 9h 00' 27"  |
| XXIII Targa Florio   | 1932 | Tazio Nuvolari                                     | Alfa Romeo       | Alfa Romeo 8C 2300         | 7h 15' 50"  |
| XXIV Targa Florio    | 1933 | Antonio Brivio                                     | Alfa Romeo       | Alfa Romeo 8C 2300         | 6h 35' 06"  |
| XXV Targa Florio     | 1934 | Achille Varzi                                      | Alfa Romeo       | Alfa Romeo P3              | 6h 14' 26"  |
| XXVI Targa Florio    | 1935 | Antonio Brivio                                     | Alfa Romeo       | Alfa Romeo P3              | 5h 27' 29"  |
| XXVII Targa Florio   | 1936 | Constantino Magistri                               | Lancia           | Lancia Augusta             | 2h 08' 47"  |
| XXVIII Targa Florio  | 1937 | Francesco Severi                                   | Maserati         | Maserati 6CM               | 2h 55' 49"  |
| XXIX Targa Florio    | 1938 | Giovanni Rocco                                     | Maserati         | Maserati 6CM               | 1h 30' 04"  |
| XXX Targa Florio     | 1939 | Luigi Villoresi                                    | Maserati         | Maserati 6CM               | 1h 40' 15"  |
| XXXI Targa Florio    | 1940 | Luigi Villoresi                                    | Maserati         | Maserati 4CL               | 1h 36' 08"  |
| XXXII Targa Florio   | 1948 | Clemente Biondetti Igor Troubetzkoy                | Ferrari          | Ferrari 166 S              |             |
| XXXIII Targa Florio  | 1949 | Clemente Biondetti Aldo Benedetti                  | Ferrari          | Ferrari 166 MM             |             |
| XXXIV Targa Florio   | 1950 | Mario Bornigia Franco Bornigia                     | Alfa Romeo       | Alfa Romeo 6C 2500         |             |
| XXXV Targa Florio    | 1951 | Franco Cortese                                     | Frazer Nash      | Frazer Nash Le Mans Spyder |             |
| XXXVI Targa Florio   | 1952 | Felice Bonetto                                     | Lancia           | Lancia Aurelia B20 2000    |             |
| XXXVII Targa Florio  | 1953 | Umberto Maglioli                                   | Lancia           | Lancia D20 coupé           |             |
| XXXVIII Targa Florio | 1954 | Piero Taruffi                                      | Lancia           | Lancia D24 spider          |             |
| XXXIX Targa Florio   | 1955 | Stirling Moss Peter Collins                        | Mercedes-Benz    | Mercedes-Benz 300 SLR      |             |
| XL Targa Florio      | 1956 | Umberto Maglioli                                   | Porsche          | Porsche 550 Spyder         |             |
| XLI Targa Florio     | 1957 | Fabio Colonna                                      | FIAT             | Fiat 600                   |             |
| XLII Targa Florio    | 1958 | Luigi Musso Olivier Gendebien                      | Ferrari          | Ferrari 250 Testa Rossa    |             |
| XLIII Targa Florio   | 1959 | Edgar Barth Wolfgang Seidel                        | Porsche          | Porsche 718 RSK            |             |
| XLIV Targa Florio    | 1960 | Joakim Bonnier Hans Herrmann                       | Porsche          | Porsche 718 RS 60          |             |
| XLV Targa Florio     | 1961 | Wolfgang von Trips Olivier Gendebien               | Ferrari          | Ferrari 246 SP             |             |
| XLVI Targa Florio    | 1962 | Willy Mairesse Ricardo Rodriguez Olivier Gendebien | Ferrari          | Ferrari 246 SP             |             |
| XLII Targa Florio    | 1963 | Joakim Bonnier Carlo Mario Abate                   | Porsche          | Porsche 718 RS 61          |             |
| XLVIII Targa Florio  | 1964 | Colin Davis Antonio Pucci                          | Porsche          | Porsche 904 GTS            |             |
| XLIX Targa Florio    | 1965 | Nino Vaccarella Lorenzo Bandini                    | Ferrari          | Ferrari 275 P2             |             |
| L Targa Florio       | 1966 | Willy Mairesse Herbert Müller                      | Porsche          | Porsche 906                |             |
| LI Targa Florio      | 1967 | Paul Hawkins Rolf Stommelen                        | Porsche          | Porsche 910 Coupé          |             |
| LII Targa Florio     | 1968 | Umberto Maglioli Vic Elford                        | Porsche          | Porsche 907                |             |
| LIII Targa Florio    | 1969 | Gerhard Mitter Udo Schütz                          | Porsche          | Porsche 908/2              |             |
| LIV Targa Florio     | 1970 | Joseph Siffert Brian Redman                        | Porsche          | Porsche 908/3              |             |
| LV Targa Florio      | 1971 | Nino Vaccarella Toine Hezemans                     | Alfa Romeo       | Alfa Romeo 33/3            |             |
| LVI Targa Florio     | 1972 | Arturo Merzario Sandro Munari                      | Ferrari          | Ferrari 312 PB             |             |
| LVII Targa Florio    | 1973 | Herbert Müller Gijs van Lennep                     | Porsche          | Porsche 911 Carrera RSR    |             |
| LVIII Targa Florio   | 1974 | Gérard Larrousse Amilcare Ballestrieri             | Lancia           | Lancia Stratos             |             |
| LIX Targa Florio     | 1975 | Nino Vaccarella Arturo Merzario                    | Alfa Romeo       | Alfa Romeo 33 TT/12        |             |
| LX Targa Florio      | 1976 | Armando Floridia Eugenio Renna                     | Osella           | Osella PA4-BMW             |             |
| LXI Targa Florio     | 1977 | Raffaele Restivo Alfonso Merendino                 | Chevron          | Chevron-Bmw B36            |             |

## La Targa Florio e le donne pilota

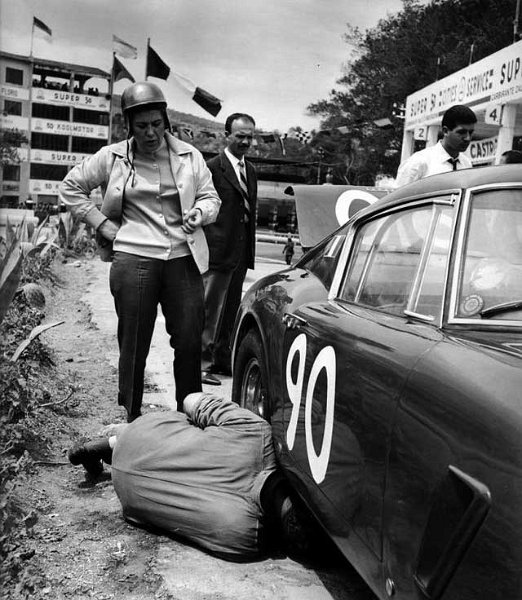
Ada Pace a fianco della sua Ferrari 250 GT Berlinetta passo corto nell'edizione 1962

Dopo la prima apparizione di Madame le Blon, che nel 1906 affianca il marito, Hubert, in veste di "meccanico", occorrerà aspettare gli anni venti per vedere all'opera Maria Antonietta Avanzo, Elisabeth Junek e Margò Einsiedel.
Nel dopoguerra, si potrà assistere alle evoluzioni di Ada Pace, Isabella Taruffi, Elisa Angelini Rota, Susanna Baumann, Piera Bertoletti, Eloisa Segafredo, Anna Vasaturo, Anna Maria Peduzzi e Maria Teresa de Filippis.
In tempi più moderni, negli anni settanta, hanno partecipato Marie Claude Beaumont, Pat Moss, Giuseppina Gagliano, Christine Beckers, Anna Cambiaghi, Serena Pittoni, Rosadele Facetti, Gabrielle Koenig, Rosanna Studer.
L'unica a ottenere risultati considerevoli è stata la torinese Ada Pace, che ha partecipato dal 1957 al 1963 con Alfa Romeo, Osca e Abarth-SIMCA.
Nel 1960, in gara con una Osca, la Pace riesce a cogliere la vittoria nella propria categoria (1100 Sport) e arrivare 11ª assoluta, inserendosi tra le squadre ufficiali Ferrari e Porsche.

## Circuiti e record della Targa

### Grande circuito delle Madonie
Il Grande circuito delle Madonie (km 148,823) partiva da C. da Pistavecchia (Campofelice di Roccella) toccava Cerda paese, Caltavuturo, Castellana, Petralia Sottana, Petralia Soprana, Geraci, Castelbuono, Isnello, Collesano, per tornare in C. da Pistavecchia (Campofelice di Roccella). Il circuito è stato utilizzato per le prime sei edizioni della Targa Florio, dal 1906 al 1911 compresi, e una settima volta nel 1931 in cui, causa l'alluvione che colpì la zona nell'inverno 1930/31, il consueto tracciato fu impercorribile e il chilometraggio in tale occasione, risultò di 146,000 km in luogo dei 148,823 originali.
I record sul circuito di 148,823 km sono:
- sulla distanza: 1908/Vincenzo Trucco/Isotta-Fraschini 50 HP (7964 cm³)/446,469 km in 7h49'26"3/5 alla media di 57,063 km/h;
- sul giro: 1908/Felice Nazzaro/Fiat Mod. NB.4/130.8/50 HP (7433 cm³)/148,823 km in 2h33'03" alla media di 58,342 km/h.

I record sul circuito di 146,000 km sono:
- sulla distanza: 1931/Tazio Nuvolari/Alfa Romeo 8c 2300 (2336 cm³)/584,000 km in 9h00'27" alla media di 64,834 km/h;
- sul giro: 1931/Achille Varzi/Bugatti 51 (2261 cm³)/146,000 km in 2h03'54"4/5 alla media di 70,694 km/h

### Medio circuito delle Madonie
Il Medio circuito delle Madonie (108,000 km) partiva da Cerda, toccava Caltavuturo, Polizzi Generosa, Collesano e Campofelice, per tornare a Cerda. Il circuito è stato utilizzato in 12 edizioni della Targa Florio negli anni compresi tra il 1919 e il 1930.
I record su questo circuito di 108,000 km sono:
- sulla distanza: 1930/Achille Varzi/Alfa Romeo P2-1930 (1987 cm³)/ 540,000 km in 6h55'17" alla media di 78,019 km/h;
- sul giro: 1930/Achille Varzi/Alfa Romeo P2-1930 (1987 cm³)/108,000 km in 1h21'21"3/5 alla media di 79,646 km/h.

### Piccolo circuito delle Madonie
Il Piccolo circuito delle Madonie (72,000 km) partiva dalle tribune di Cerda, toccava Cerda, Portella di Cascio, Portella di Sette Frati, Ponte Salito, bivio Caltavuturo, Scillato, bivio Polizzi Generosa, Collesano, Campofelice di Roccella, Buonfornello, per tornare alle tribune di Cerda. Il circuito è stato utilizzato per ben 32 edizioni della Targa Florio negli anni dal 1932 al 1936 e dal 1951 al 1977.
I record su questo circuito di 72,000 km sono:
- sulla distanza: 1972/Arturo Merzario & Sandro Munari/Ferrari 312P spyder (2991 cm³)/792,000 km in 6h27'48” alla media di 122,537 km/h;
- sul giro in prova: 1973/Arturo Merzario/Ferrari 312P spyder (2991 cm³)/72,000 km in 33'38"5/10 alla media di 128,412 km/h;
- sul giro in gara: 1970/Leo Kinnunen/Porsche 908/3 Sport Prototipo spyder (2997 cm³)/72,000 km in 33'36” alla media di 128,571 km/h. A proposito di questa performance si rimanda alla nota posta a margine nell'albo d'oro-edizione 1970. A puro titolo di curiosità, si segnala che il secondo miglior tempo sul giro in gara è quello stabilito nel 1972 da Helmut Marko con la sua Alfa Romeo 33TT3 spyder (2993 cm³) in 33'41" alla media di 128,253 km/h.

### Circuito del Parco della Favorita
Il Circuito del Parco della Favorita si dipanava nei viali del celebre parco palermitano ed è stato utilizzato nelle edizioni del 1937 (circuito di 5,260 km), 1938 (circuito di 5,720 km), 1939 e 1940 (circuito di 5,700 km). Da segnalare un fatto assai curioso: nel 1938, anche sull'onda dell'emozione provocata da un grave incidente accaduto alla Mille Miglia, gli organizzatori imposero il divieto di sorpasso lungo un buon tratto del circuito perché troppo stretto.
I record sul circuito di 5,260 km sono:
- sulla distanza: 1937/Francesco Severi/Maserati 6 CM (1493 cm³)/315,600 km in 2h55'49" alla media di 107,703 km/h;
- sul giro: 1937/Giovanni Rocco/Maserati 6 CM (1493 cm³)/5,260 km in 2'35"3/5 alla media di 121,696 km/h.

I record sul circuito di 5,720 km sono:
- sulla distanza: 1938/Giovanni Rocco/Maserati 6 CM (1493 cm³/171,600 km in 1h30'04"3/5 alla media di 114,302 km/h;
- sul giro: 1938/Aldo Marazza/Maserati 6 CM (1493 cm³)/5,720 km in 2'52" alla media di 119,720 km/h.

I record sul circuito di 5,700 km sono:
- sulla distanza: 1940/Luigi Villoresi/Maserati 4 CL (1491 cm³)/228,000 km in 1h36'08"3/5 alla media di 142,287 km/h;
- sul giro: 1940/Luigi Villoresi/Maserati 4 CL (1491 cm³)/5,700 km in 2'19"2/5 alla media di 147,202 km/h.

### Giro di Sicilia
Le strade dell'intera isola sono state teatro della Targa Florio abbinata al Giro di Sicilia negli anni dal 1912 al 1914, e dal 1948 al 1950, per un totale di 6 edizioni, tutte con itinerari superiore al migliaio di chilometri (1.050 km negli anni dal 1912 al 1914 e 1.080 km negli anni dal 1948 al 1950).
Nel triennio 1912-1914 il percorso si snodava da Palermo e, procedendo in senso orario, toccava Cefalù, Messina, Catania, Siracusa, Noto, Vittoria, Girgenti (l'odierna Agrigento), Castelvetrano, Mazara, Marsala, Trapani e tornava a Palermo. Nel triennio 1948-1950 l'itinerario (in senso antiorario) fu invece: Palermo, Trapani, Marsala, Castelvetrano, Sciacca, Agrigento, Caltanissetta, Enna, Gela, Ragusa, Noto, Siracusa, Catania, Messina, Cefalù e finalmente traguardo d'arrivo a Palermo. In due occasioni inoltre il Giro di Sicilia venne frazionato in due tappe, nel 1913 (prima tappa Palermo-Girgenti, seconda tappa Girgenti-Palermo) e nel 1914 (prima tappa Palermo-Siracusa, seconda tappa Siracusa-Palermo).
I record sul percorso del Giro di Sicilia sono:
- percorso del triennio 1912/1914 di 1050 km: 1914/Ernesto Ceirano/SCAT 22/32 HP (4398 cm³)/1050,000 km in 16h51'31"3/5 alla media di 62,282 km/h;
- percorso del triennio 1948/1950 di 1080 km: 1948/Clemente Biondetti & Igor Troubetzkoy/Ferrari 166 S spyder Allemano (1995 cm³)/1080,000 km in 12h10'00" alla media di 88,767 km/h.

Negli anni successivi il Giro di Sicilia, non più abbinato alla Targa Florio, continuerà a essere disputato e la media oraria verrà migliorata.

## Statistiche

### Piloti

#### Medagliere

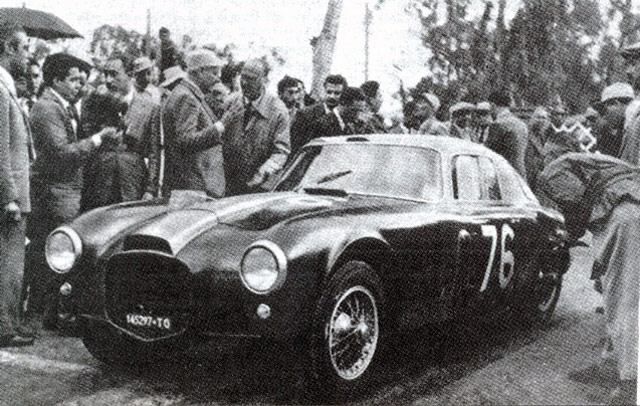
Umberto Maglioli, qui vincitore dell'edizione 1953 su Lancia D20

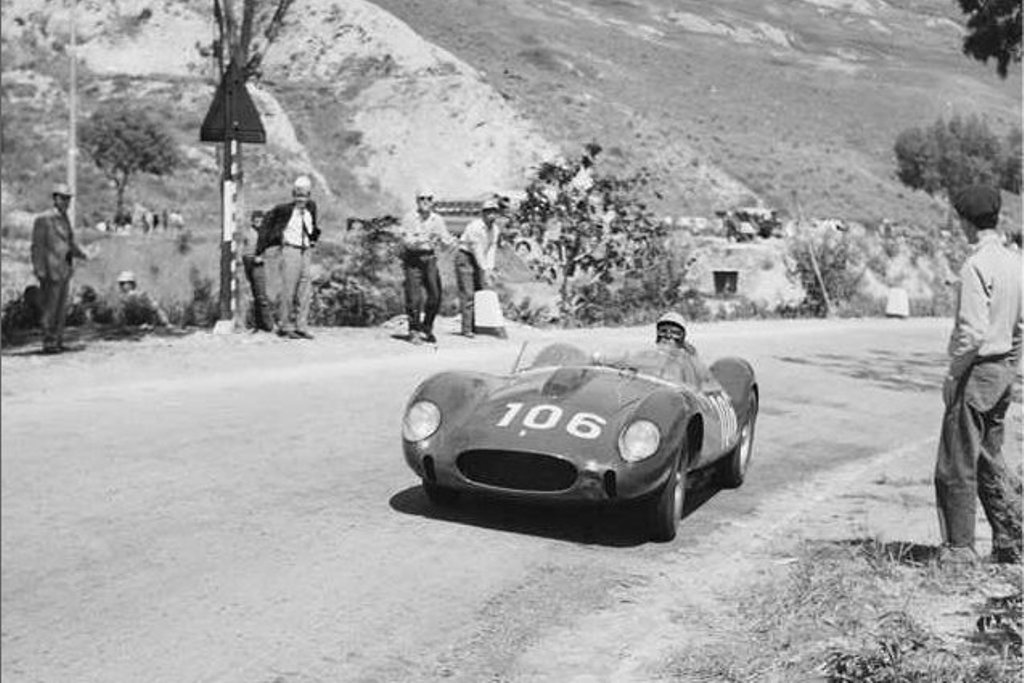
Olivier Gendebien, qui vincitore dell'edizione 1958 su Ferrari 250 Testa Rossa

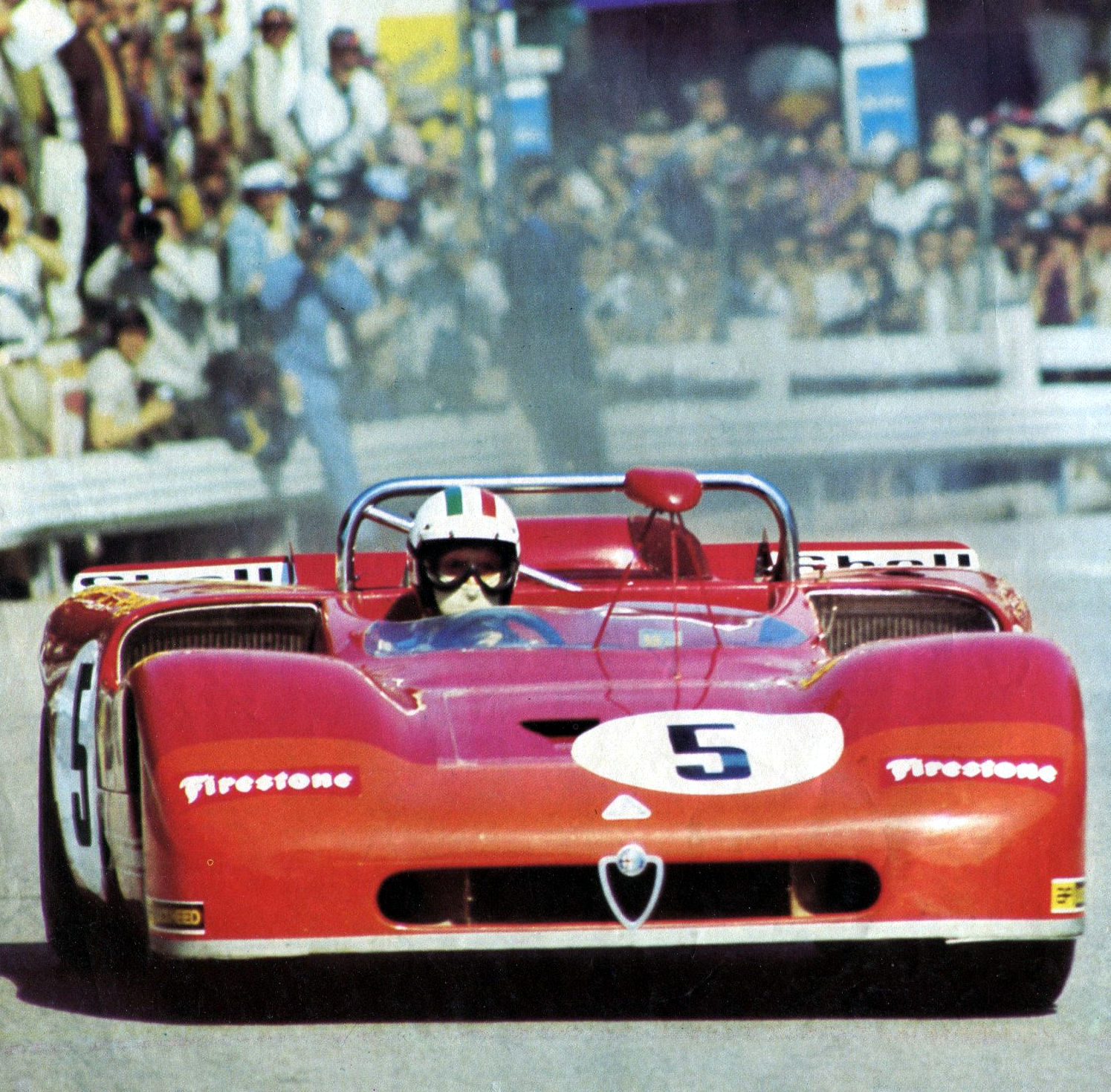
Nino Vaccarella, qui vincitore dell'edizione 1973 su Alfa Romeo 33/3

Nell'elenco sottoriportato sono indicati i nominativi di tutti i piloti che hanno conseguito almeno una vittoria. Per ognuno sono peraltro indicati anche le piazze d'onore, i terzi posti e i "giri più veloci" eventualmente fatti segnare.
Il computo non tiene conto dei risultati dell'edizione del 1957 in quanto quella edizione venne disputata come gara di regolarità, per cui le edizioni prese in considerazione sono soltanto 60.
L'ordine di elencazione è decrescente, a iniziare dunque dal pilota che vanta le migliori prestazioni. In caso di prestazioni equipollenti, è rispettato l'ordine alfabetico. A parità di prestazione, tuttavia, si è assegnata la priorità a quei piloti che hanno gareggiato pilotando la vettura per l'intera corsa rispetto a quelli che hanno condiviso la guida con uno o più coequiper.
| Pos. | Pilota                  | Primi posti | Secondi posti | Terzi posti | Giri veloci |
| ---- | ----------------------- | ----------- | ------------- | ----------- | ----------- |
| 1    | Umberto Maglioli        | 3           | 1             | 1           | 0           |
| 2    | Nino Vaccarella         | 3           | 0             | 2           | 2           |
| 3    | Olivier Gendebien       | 3           | 0             | 1           | 1           |
| 4    | Joakim Bonnier          | 2           | 1             | 2           | 2           |
| 5    | Luigi Villoresi         | 2           | 1             | 1           | 2           |
| 6    | Giulio Masetti          | 2           | 1             | 0           | 1           |
| 7    | Willy Mairesse          | 2           | 1             | 0           | 1           |
| 8    | Achille Varzi           | 2           | 0             | 2           | 2           |
| 9    | Ernesto Ceirano         | 2           | 0             | 1           | 0           |
| 10   | Bartolomeo Costantini   | 2           | 0             | 0           | 2           |
| 11   | Antonio Brivio          | 2           | 0             | 0           | 1           |
| 11   | Felice Nazzaro          | 2           | 0             | 0           | 1           |
| 11   | Tazio Nuvolari          | 2           | 0             | 0           | 1           |
| 14   | Herbert Müller          | 2           | 0             | 0           | 1           |
| 15   | Albert Divo             | 2           | 0             | 0           | 0           |
| 16   | Clemente Biondetti      | 2           | 0             | 0           | 0           |
| 16   | Arturo Merzario         | 2           | 0             | 0           | 0           |
| 18   | Piero Taruffi           | 1           | 2             | 1           | 1           |
| 19   | Lorenzo Bandini         | 1           | 2             | 0           | 0           |
| 20   | Alfonso Merendino       | 1           | 1             | 2           | 0           |
| 21   | Vic Elford              | 1           | 1             | 1           | 3           |
| 22   | Wolfgang Von Trips      | 1           | 1             | 1           | 0           |
| 23   | Eugenio Renna           | 1           | 1             | 0           | 2           |
| 24   | Gerhard Mitter          | 1           | 1             | 0           | 1           |
| 24   | Colin Davis             | 1           | 1             | 0           | 1           |
| 26   | Franco Cortese          | 1           | 1             | 0           | 0           |
| 27   | Luigi Musso             | 1           | 1             | 0           | 0           |
| 28   | Armando Floridia        | 1           | 1             | 0           | 0           |
| 28   | Sandro Munari           | 1           | 1             | 0           | 0           |
| 28   | Gijs Van Lennep         | 1           | 1             | 0           | 0           |
| 31   | Hans Herrmann           | 1           | 0             | 3           | 0           |
| 32   | Giovanni Rocco          | 1           | 0             | 2           | 1           |
| 33   | Edgar Barth             | 1           | 0             | 2           | 0           |
| 33   | Antonio Pucci           | 1           | 0             | 2           | 0           |
| 35   | André Boillot           | 1           | 0             | 1           | 1           |
| 35   | Costantino Magistri     | 1           | 0             | 1           | 1           |
| 37   | Rolf Stommelen          | 1           | 0             | 1           | 1           |
| 38   | Toine Hezemans          | 1           | 0             | 1           | 0           |
| 39   | Stirling Moss           | 1           | 0             | 0           | 2           |
| 40   | Alessandro Cagno        | 1           | 0             | 0           | 1           |
| 40   | Franco Tullio Cariolato | 1           | 0             | 0           | 1           |
| 40   | Francesco Ciuppa        | 1           | 0             | 0           | 1           |
| 40   | Emilio Materassi        | 1           | 0             | 0           | 1           |
| 40   | Christian Werner        | 1           | 0             | 0           | 1           |
| 45   | Felice Bonetto          | 1           | 0             | 0           | 0           |
| 45   | Guido Meregalli         | 1           | 0             | 0           | 0           |
| 45   | Francesco Severi        | 1           | 0             | 0           | 0           |
| 45   | Ugo Sivocci             | 1           | 0             | 0           | 0           |
| 45   | Vincenzo Trucco         | 1           | 0             | 0           | 0           |
| 50   | Carlo Mario Abate       | 1           | 0             | 0           | 0           |
| 50   | Amilcare Ballestrieri   | 1           | 0             | 0           | 0           |
| 50   | Aldo Benedetti          | 1           | 0             | 0           | 0           |
| 50   | Franco Bornigia         | 1           | 0             | 0           | 0           |
| 50   | Mario Bornigia          | 1           | 0             | 0           | 0           |
| 50   | Peter Collins           | 1           | 0             | 0           | 0           |
| 50   | Paul Hawkins            | 1           | 0             | 0           | 0           |
| 50   | Igor Troubetzkoy        | 1           | 0             | 0           | 0           |
| 50   | Gérard Larrousse        | 1           | 0             | 0           | 0           |
| 50   | Pedrini                 | 1           | 0             | 0           | 0           |
| 50   | Brian Redman            | 1           | 0             | 0           | 0           |
| 50   | Raffaele Restivo        | 1           | 0             | 0           | 0           |
| 50   | Udo Schütz              | 1           | 0             | 0           | 0           |
| 50   | Wolfgang Seidel         | 1           | 0             | 0           | 0           |
| 50   | Joseph Siffert          | 1           | 0             | 0           | 0           |
| 50   | Cyril Snipe             | 1           | 0             | 0           | 0           |
| 66   | Ricardo Rodriguez       | 1           | 0             | 0           | 0           |

#### Le vittorie consecutive

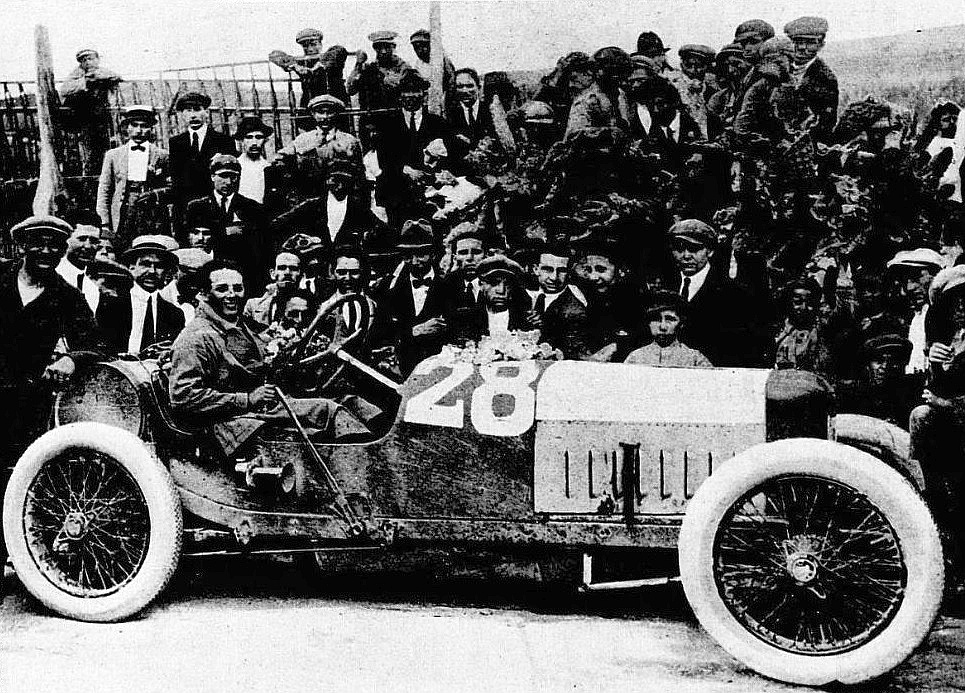
Giulio Masetti, qui vincitore dell'edizione 1921 su Fiat S57.14B, l'anno seguente divenne il primo a bissare la vittoria alla Targa Florio

Ben 7 piloti hanno ottenuto la vittoria per due anni di seguito; i primi 6 hanno ottenuto le due vittorie pilotando le vetture per l'intera gara, mentre il settimo (Clemente Biondetti) ha gareggiato condividendo la guida con il coequiper.
- Giulio Masetti (1921-1922)
- Bartolomeo Costantini (1925-1926)
- Albert Divo (1928-1929)
- Tazio Nuvolari (1931-1932)
- Luigi Villoresi (1939-1940)
- Olivier Gendebien (1961-1962)
- Clemente Biondetti (1948-1949)

#### Vittoria e giro più veloce
24 volte il pilota che si aggiudicato la vittoria alla Targa Florio ha anche fatto segnare il giro più veloce in gara: i piloti che hanno conseguito questa performance sono 21 poiché 3 di essi (Costantini, Vaccarella e Villoresi) hanno compiuto l'impresa due volte.
Ecco comunque l'elenco alfabetico.
- Boillot André (1919)
- Bonnier Joakim (1960)
- Brivio Antonio (1935)
- Cagno Alessandro (1906)
- Cariolato Franco Tullio (1910)
- Ciuppa Francesco (1909)
- Costantini Bartolomeo (2 volte)(1925, 1926)
- Davis Colin (1964)
- Elford Vic (1968)
- Gendebien Olivier (1960)
- Magistri Costantino (1936)
- Mairesse Willy (1962)
- Masetti Giulio (1922)
- Materassi Emilio (1927)
- Moss Stirling (1955)
- Nuvolari Tazio (1932)
- Renna Eugenio (1976)
- Vaccarella Nino (2 volte)(1965, 1975)
- Varzi Achille (1930)
- Villoresi Luigi (2 volte)(1939, 1940)
- Werner Christian (1924)

### Marche

#### Medagliere delle marche

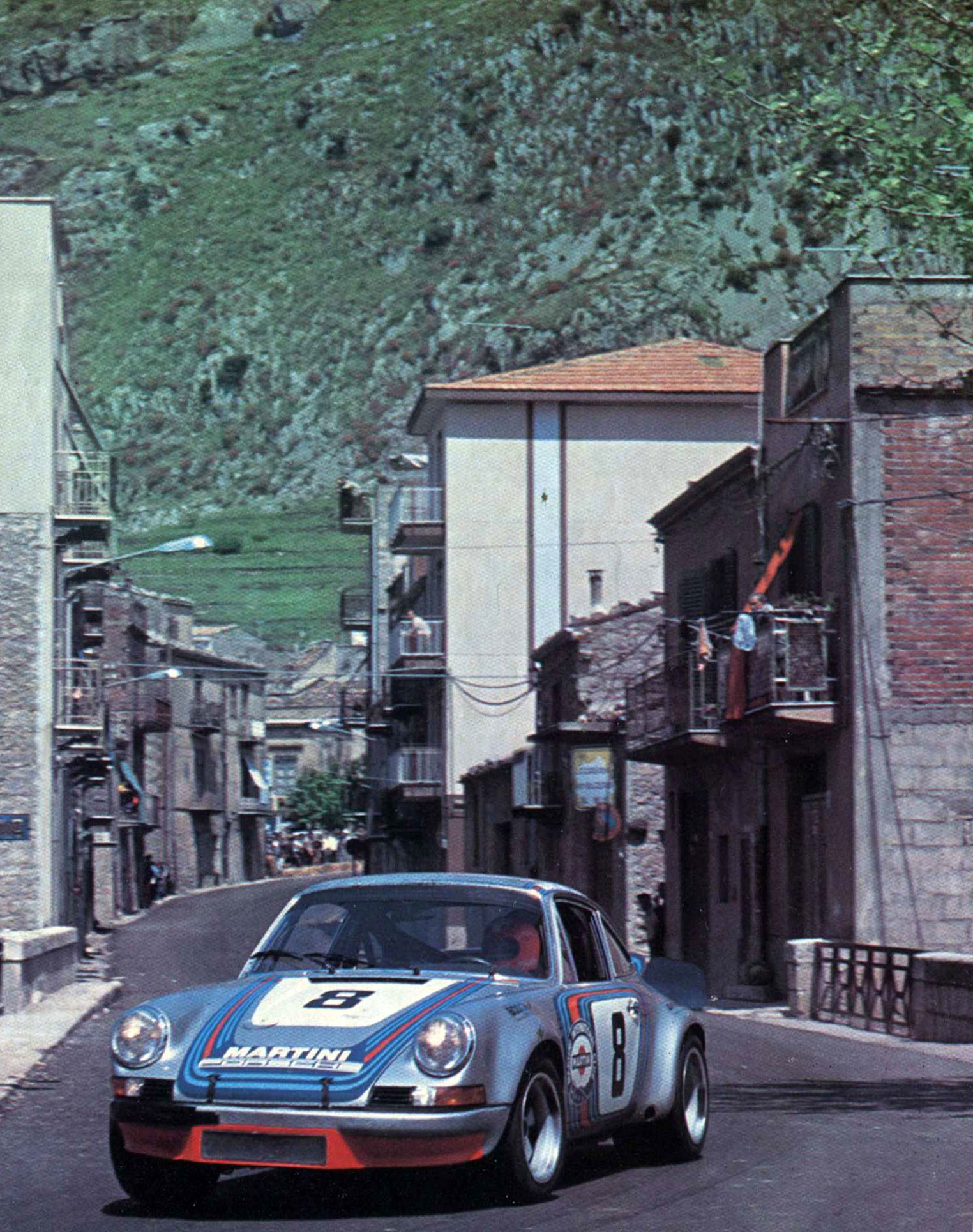
La tedesca Porsche, qui vincitrice nell'edizione 1973 con la 911 Carrera RSR del Martini Racing, è la casa più vittoriosa nella storia della Targa Florio con 11 trionfi.

Nell'elenco sottoriportato sono indicati i nominativi di tutte le case automobilistiche che hanno conseguito prestazioni "da podio" (vittorie, piazze d'onore e terzi posti). Sono anche segnalati i "giri più veloci" eventualmente fatti segnare da ciascuna marca.
Il computo non tiene conto dei risultati dell'edizione dell'anno 1957 in quanto quella edizione venne disputata come gara di regolarità, per cui le edizioni prese in considerazione sono soltanto 60.
L'ordine di elencazione è decrescente, a iniziare dunque dalla marca che vanta le migliori prestazioni. In caso di prestazioni equipollenti, è rispettato l'ordine alfabetico.
| Pos. | Marca               | Primi posti | Secondi posti | Terzi posti | Giri veloci |
| ---- | ------------------- | ----------- | ------------- | ----------- | ----------- |
| 1    | Porsche             | 11          | 9             | 12          | 8           |
| 2    | Alfa Romeo          | 10          | 13            | 7           | 10          |
| 3    | Ferrari             | 7           | 6             | 4           | 7           |
| 4    | Lancia              | 5           | 7             | 5           | 4           |
| 5    | Bugatti             | 5           | 4             | 5           | 6           |
| 6    | Maserati            | 4           | 6             | 9           | 4           |
| 7    | Mercedes-Benz       | 3           | 2             | 1           | 4           |
| 8    | SCAT                | 3           | 0             | 0           | 0           |
| 9    | FIAT                | 2           | 3             | 3           | 2           |
| 10   | Nazzaro             | 2           | 0             | 0           | 0           |
| 11   | Itala               | 1           | 2             | 1           | 1           |
| 12   | Osella              | 1           | 1             | 1           | 2           |
| 13   | Peugeot             | 1           | 1             | 1           | 1           |
| 14   | Chevron             | 1           | 1             | 0           | 0           |
| 15   | SPA                 | 1           | 0             | 1           | 1           |
| 16   | Franco              | 1           | 0             | 0           | 1           |
| 17   | Isotta Fraschini    | 1           | 0             | 0           | 0           |
| 17   | Frazer-Nash         | 1           | 0             | 0           | 0           |
| 19   | Ballot              | 0           | 1             | 1           | 0           |
| 19   | Cisitalia           | 0           | 1             | 1           | 0           |
| 19   | De Vecchi           | 0           | 1             | 1           | 0           |
| 22   | OSCA                | 0           | 1             | 0           | 1           |
| 23   | Aquila Italiana     | 0           | 1             | 0           | 0           |
| 23   | Sigma               | 0           | 1             | 0           | 0           |
| 25   | Lola                | 0           | 0             | 1           | 1           |
| 26   | Abarth              | 0           | 0             | 1           | 0           |
| 26   | Alfa-Maserati-Prete | 0           | 0             | 1           | 0           |
| 26   | Berliet             | 0           | 0             | 1           | 0           |
| 26   | Darracq             | 0           | 0             | 1           | 0           |
| 26   | Diatto              | 0           | 0             | 1           | 0           |
| 26   | Steyr               | 0           | 0             | 1           | 0           |
| 32   | Aston Martin        | 0           | 0             | 0           | 1           |

#### En plein Marche "triplette"
Parecchie sono le marche che, nel corso degli anni, hanno ottenuto "triplette" (1º, 2º e 3º posto, tutti di vetture della medesima marca).
È accaduto dodici volte.
In 10 occasioni su 12, la marca che ha ottenuto la tripletta ha anche fatto suo il giro più veloce.
Ecco le marche protagoniste:
- 1. Maserati (1937, 1938, 1939, 1940), 4 triplette (tutte con giro più veloce); nelle edizioni 1939 e 1940 era l'unico costruttore in corsa
- 2. Porsche (1959, 1967, 1969), 3 triplette (2 con giro più veloce)
- 3. Alfa Romeo (1933, 1934), 2 triplette (entrambe con giro più veloce)
- 4. Lancia (1936, 1952), 2 triplette (1 con giro più veloce)
- 5. Bugatti (1926), 1 tripletta (con giro più veloce)

#### En plein marche "doppiette"
Tredici volte, la marca vincitrice ha centrato l'obiettivo di avere due vetture ai primi due posti della classifica; 11 volte, la doppietta era arricchita dal giro più veloce.
Ecco le marche protagoniste:
- 1. Alfa Romeo (1923, 1931, 1932, 1935, 1971), 5 doppiette (3 con giro più veloce)
- 2. Bugatti (1927, 1929), 2 doppiette (entrambe con giro più veloce)
- 3. Porsche (1964, 1970), 2 doppiette (entrambe con giro più veloce)
- 4. Ferrari (1962), 1 doppietta (con giro più veloce)
- 4. Fiat (1907), 1 doppietta (con giro più veloce)
- 4. Itala (1906), 1 doppietta (con giro più veloce)
- 4. Mercedes (1955), 1 doppietta (con giro più veloce)

#### Vittorie consecutive per marca
In parecchi periodi si sono registrate vittorie a ripetizione, anno dopo anno, di vetture di una stessa marca.
Ecco le marche protagoniste di tali exploit, con almeno 3 anni consecutivi di vittorie.
- Alfa Romeo con 6 vittorie consecutive (dal 1930 al 1935)
- Bugatti con 5 vittorie consecutive (dal 1925 al 1929)
- Porsche con 5 vittorie consecutive (dal 1966 al 1970)
- Maserati con 4 vittorie consecutive (dal 1937 al 1940)
- Lancia con 3 vittorie consecutive (dal 1952 al 1954)

Nel caso della Porsche, occorre rilevare che, oltre alle 5 vittorie consecutive di cui sopra, in altri due periodi (1959-1960 e 1963-1964) ha ottenuto la vittoria per due anni consecutivi.
Due vittorie consecutive figurano anche all'attivo della Ferrari (due periodi, 1948-1949 e 1961-1962) e della Scat (1911-1912)